# Universidade de Hohenheim
A Universidade de Hohenheim (alemão: Universität Hohenheim) é uma universidade do campus localizada no sul de Stuttgart, Alemanha. Fundada em 1818, é a universidade mais antiga de Stuttgart. Suas principais áreas de especialização eram tradicionalmente as ciências agrícolas e naturais. Hoje, no entanto, a maioria de seus alunos está matriculada em um dos muitos programas de estudo oferecidos pela faculdade de negócios, economia e ciências sociais. O corpo docente tem sido regularmente classificado entre os melhores do país, tornando a Universidade de Hohenheim uma das universidades de primeira linha da Alemanha nesses campos. A universidade mantém alianças acadêmicas com várias universidades parceiras e está envolvida em vários projetos de pesquisa conjuntos.

## História
De 1770 a 1794, a Karlsschule foi a única universidade em Stuttgart. Desde a sua fundação em 1818, a universidade mais antiga de Stuttgart é a Universidade de Hohenheim. A erupção do vulcão indonésio Monte Tambora em 1815 desencadeou uma mudança climática global e foi uma das causas da fome massiva sofrida no Reino de Württemberg no início do século XIX. Em 1818, o rei Guilherme I de Württemberg estabeleceu uma Academia Agrícola em Hohenheim para melhorar radicalmente a nutrição geral no reino por meio de ensino, experimentação e demonstração e, ao fazê-lo, lançou as bases para a Universidade de Hohenheim. Na época, havia 18 alunos matriculados e uma equipe de três professores. Não está ligada ou afiliada à Universidade de Stuttgart (fundada em 1829), embora haja colaboração entre as duas.
O primeiro diretor da academia foi Johann Nepomuk Schwerz, e ela estava localizada no Palácio Hohenheim, construído por Charles Eugene, Duque de Württemberg.
Em 1847, a instituição foi designada como detentora do título de "Academia de Agricultura e Florestas". Em 1904, o nome foi mudado para "Colégio Agrícola". O Hohenheim College recebeu o direito de conferir doutorado em 1918 e habilitações em 1919. Com a nomeação de Margarete von Wrangell para a cadeira de nutrição vegetal em 1923, ela se tornou a primeira professora titular em uma universidade alemã. Durante o período do nacional-socialismo, a universidade foi alinhada com a ideologia do partido e foi forçada a fechar em 1945.
Arquitetonicamente, a universidade que reabriu suas portas em 1946 sobreviveu à Segunda Guerra Mundial relativamente intacta. Em 1964 foram criadas as faculdades de Ciências Agrárias e de Ciências Naturais, seguindo-se em 1968 a Faculdade de Ciências Empresariais, Econômicas e Sociais. Hohenheim desfruta do status de universidade desde 1967, quando se tornou conhecida como Universität Hohenheim.

Hoje são aproximadamente 9 000 alunos e um corpo docente de cerca de 900, dos quais pouco mais de 100 são professores. Mais de 2 000 pessoas trabalham agora na universidade. O atual reitor da universidade é o economista agrícola Stephan Dabbert (nascido em 23 de junho de 1958), que assumiu o cargo em 1º de abril de 2012.